# RTS 1 (Serbia)
RTS 1 es el primer canal de televisión pública de Serbia, perteneciente a RTS. Su programación es generalista y se centra en informativos, ficción, producciones extranjeras y acontecimientos especiales.

## Historia
El canal inició emisiones el 23 de agosto de 1958 como Televizija Beograd, dentro de JRT. 
Cuando se lanzó el TVB 2 el 31 de diciembre de 1971, Televizija Beograd pasó a ser TVB 1. Con la disolución de Yugoslavia, el canal recibió su nombre actual el 1 de enero de 1992, fecha de fundación de Radio Televisión de Serbia. 
En 2008, el canal empezó a emitir en televisión digital terrestre. Ese mismo año, RTS albergó el Festival de Eurovisión en Belgrado. RTS 1 consiguió una audiencia de 4.560.000 espectadores.  
Actualmente, es el canal más visto de Serbia.

## Programación
RTS 1 emite noticias y series.
- Дневник
- Вести
- Културни дневник
- Јутарњи програм РТС-а
- Ово је Србија
- Дневник РТВ 1
- Шта радите, бре?
- Београдска хроника
- Око
- Око магазин
- Знање, имање
- Песма за Евровизију
- ТВ Слагалица
- Потера, квиз
- Суперпотера, квиз
- На вечери код
- Срце злочина
- Камионџије д.о.о.
- Досије Косово